# Kåre Langvik-Johannessen
Kåre Langvik-Johannessen, född 10 april 1919 i Onsøy, död 27 oktober 2014, var en norsk litteraturvetare.
Langvik-Johannessen blev filosofie doktor 1963, docent i allmän litteraturvetenskap vid Oslo universitet 1965 och docent i nederländska språket och litteraturen 1966. Han tjänstgjorde som professor vid nämnda lärosäte 1972–1989.
På norska utgav Langvik-Johannessen ett antal smärre studier om österrikisk och nederländsk dramatik. År 1980 publicerade han samlingsvolymen Nederlandenes litteratur gjennom 800 år. Han stod för flera utgåvor av nederländsk litteratur på norska, delvis i egen översättning. Hans översättning av Jan van Ruusbroecs Die chierheit der gheestelike brulocht (Det åndelige bryllups smykke) renderade honom Bastianpriset 1996.